# Ивенка (приток Цны)
Ивенка — река в России, протекает в Моршанском районе Тамбовской области. Левый приток Цны.

## География
Река Ивенка берёт начало восточнее села Савинские Карпели. Течёт на восток по открытой местности. Устье реки находится у села Ивенье в 204 км по левому берегу реки Цна. Длина реки составляет 15 км.

## Данные водного реестра
По данным государственного водного реестра России относится к Окскому бассейновому округу, водохозяйственный участок реки — Цна от города Тамбов и до устья, речной подбассейн реки — Мокша. Речной бассейн реки — Ока.
Код объекта в государственном водном реестре — 09010200312110000029188.